# Independiente San Pedro
El Club Independiente San Pedro de Alausí, o simplemente Independiente San Pedro, es un equipo de fútbol profesional de la ciudad de Alausí, provincia de Chimborazo, Ecuador. Fue fundado el 24 de junio de 2013 y se desempeña en la Segunda Categoría de Chimborazo, también en el Ascenso Nacional del Campeonato Ecuatoriano de Fútbol.
Está afiliado a la Asociación de Fútbol No Aficionado de Chimborazo.

## Directiva
Cuenta con su directiva actual que está conformada por Juan Mora como presidente del club y Eduardo Jacho como gerente deportivo.